# داستان یک شهر (مجموعه تلویزیونی ۱۳۷۴)
داستان یک شهر که در آغاز «خانه‌های شاد» نام داشت، یک مجموعهٔ تلویزیونی به کارگردانی خسرو معصومی است که در سال ۱۳۷۴ تولید و از شبکه ۱ پخش گردید.

## خلاصه داستان
خبرنگار یک روزنامه به نام «فرید»، با دختری گرافیست به نام «ندا» ازدواج کرده؛ اما به دلیل آنکه نمی‌توانند خانه‌ای متناسب با شرایط مالی‌شان پیدا کنند، هر یک در منزل پدری خود زندگی می‌کنند. پدر فرید که کارمند بانک است، مشکل پسرش را به یکی از مشتریان بانک در میان می‌گذارد تا شاید کمکی به فرزندش بکند. در این میان، فرید و ندا هربار دربارهٔ یکی از معضلات و مشکلات اجتماعی گزارش تهیه کرده و در روزنامه‌شان چاپ می‌کنند و در این راه، خود به شناخت تازه‌ای از جامعه می‌رسند. سرانجام پس از وقوع ماجراهایی، این زوج جوان موفق می‌شوند برای خود منزل مناسبی بیابند و…

## بازیگران و عوامل تولید

### بازیگران
- اسماعیل داورفر
- ناصر هاشمی
- آتنه فقیه‌نصیری
- شهلا ناظریان
- ملکه رنجبر
- علی‌اصغر گرمسیری
- حسین کسبیان
- داریوش اسدزاده
- فرخ‌لقا هوشمند
- پروین سلیمانی
- محمدعلی ورشوچی
- پرویز شاهین‌خو
- رسول نجفیان
- ملیحه نظری
- رضا بنفشه‌خواه
- فرهاد خانمحمدی
- محمد ابهری
- زهره صفوی
- مهرداد نظری
- مهرداد بازرگان
- عباس شادروان
- فرحناز مهر
- میرصلاح حسینی
- علی رامز
- لیلا حسین‌زاده
- مینا نوروزی‌فرد
- رضا منوچهری
- امیر گرجی‌نژاد
- آرش پوری

### عوامل تولید
- کارگردان: خسرو معصومی
- فیلمنامه: حسن مهدوی‌فر
- تصویرداران: سعید ناظم
- موسیقی: دانا کبیری
- طراح صحنه و لباس: نیلوفر محلاتی
- مدیر تدارکات: اسفندیار ابراهیمی
- مدیر تولید: ناصر رفاهی
- مجری طرح و تهیه‌کننده: منوچهر محمدخواه
- فرمت تصویر: ویدئویی
- تعداد قسمت‌ها: ۱۰ قسمت (در مجموع ۶۶۰ دقیقه)
- محصول: گروه اجتماعی شبکه ۱ (با همکاری روابط عمومی شهرداری تهران)
- سال تولید: ۱۳۷۴